# Firnificazione
In glaciologia la firnificazione è un lieve metamorfismo del manto del nevoso, simile alla sinterizzazione, che si esplica tramite due processi:
- ricongelamento
- compattazione.

La microfusione della parte apicale del manto nevoso con successivo ricongelamento provoca la firnificazione del manto che ha come prodotto il firn, neve metamorfizzata che ha superato almeno una stagione di disgelo (anche se comunemente viene definito firn anche la crosta "ghiacciata" che si forma sopra le nevicate annuali).
Il processo si definisce completo quando il ghiaccio ha raggiunto una densità di 0,8-0,9 g/cm3 ed è divenuto completamente impermeabile.
Tale meccanismo permette la formazione di ghiacciai.